# 米盧斯戰役 (1674年)
米盧斯戰役（法語：Bataille de Mulhouse）發生於1674年12月29日，是法荷戰爭萊茵戰線的一場戰役。為蒂雷納子爵領導的法軍與帝國軍隊的交戰。
在10月6日的恩賽姆戰役後，帝國軍隊佔領了科尔马周圍的冬季營地，準備歇息。蒂雷納並沒有如同對手一般，他反而分兵數路，穿過孚日山脉，接著到達貝爾福進行修整。後於12月29日，出奇不意的襲擊了在米盧斯的帝國部隊。1675年1月15日，帝國軍隊在蒂爾凱姆戰役再次被擊敗，徹底被趕出阿爾薩斯地區。

## 註腳
1. 1 2 3  Bodart 1916，第28頁.
2. 1 2 3  Périni 1896，第134頁.
3. ↑  Tucker 2009，第651頁.
4. ↑  Dodge 1890，第628頁.